# Лемний Ігор Іванович
Лемний Ігор Іванович (нар. 4 серпня 1929 р.) – український літературознавець, літературний критик, перекладач. За фахом - економіст - доктор економічних наук.

## З біографії
Народ. 4 серпня 1929 р. у м. Чернівці. У 1953 р. закінчив Академію економічних наук у Бухаресті. Здобув ступінь доктора економічних наук.

## Твори
- Лемний І. Істина протоколярна, химерна і суттєва // Обрії. – Бухарест: Критеріон, 1985. – С. 116-126.